# Argentinië op de Olympische Winterspelen 1988
Tijdens de Olympische Winterspelen van 1988 die in Calgary, Canada werden gehouden nam Argentinië deel met 15 sporters. Er werden geen medailles veroverd, de 20e plaats van Carolina Eiras op het onderdeel slalomskiën was de beste prestatie van de Argentijnse atleten tijdens deze Winterspelen.

## Deelnemers en resultaten

### Alpineskiën
| Olympiër              | Discipline       | Resultaat | Prestatie |
| --------------------- | ---------------- | --------- | --- |
| Ignacio Birkner       | super g (m)      | DSQ       | gediskwalificeerd |
| Ignacio Birkner       | reuzenslalom (m) | 46e       | run 1: 1.14,67 run 2: 1.11,41 totaal: 2.26,08 (+19,71)                                                                          |
| Ignacio Birkner       | slalom (m)       | DNF-1     | run 1: opgave |
| Jorge Birkner (2)     | afdaling (m)     | 44e       | 2.14,20 (+14,57) |
| Jorge Birkner (2)     | super g (m)      | 39e       | 1.53,79 (+14,13) |
| Jorge Birkner (2)     | reuzenslalom (m) | 45e       | run 1: 1.13,36 run 2: 1.10,87 totaal: 2.24,23 (+17,86)                                                                          |
| Jorge Birkner (2)     | slalom (m)       | 26e       | run 1: 1.01,11 run 2: 55,86 totaal: 1.56,97 (+17,50)                                                                            |
| Jorge Birkner (2)     | combinatie (m)   | 24e       | afdaling: 137,65 punten met 1.59,37 slalom: 106,34 punten met 1.38,41 run 1: 49,74 run 2: 48,67 totaal: 243,99 punten (+207,44) |
| Jorge Carlos Eiras    | slalom (m)       | DNF-1     | run 1: opgave |
| Javier Rivara         | afdaling (m)     | 45e       | 2.16,79 (+17,16) |
| Javier Rivara         | super g (m)      | DNF       | opgave |
| Javier Rivara         | reuzenslalom (m) | 47e       | run 1: 1.15,69 run 2: 1.12,96 totaal: 2.28,65 (+22,28)                                                                          |
| Javier Rivara         | slalom (m)       | DSQ-2     | run 1: 1.01,12 run 2: gediskwalificeerd                                                                                         |
| Javier Rivara         | combinatie (m)   | DNF-s1    | afdaling: 1.58,28 slalom: run 1: opgave                                                                                         |
| Federico Van Ditmar   | super g (m)      | DNF       | opgave |
| Federico Van Ditmar   | reuzenslalom (m) | DNF-1     | run 1: opgave |
|                       |                  |           | |
| Carolina Birkner      | super g (v)      | 36e       | 1.28,42 (+9,39) |
| Carolina Birkner      | reuzenslalom (v) | 24e       | run 1: 1.06,46 run 2: 1.14,30 totaal: 2.20,76 (+14,27)                                                                          |
| Carolina Birkner      | slalom (v)       | 22e       | run 1: 59,57 run 2: 58,15 totaal: 1.57,72 (+21,03)                                                                              |
| Carolina Birkner      | combinatie (v)   | 25e       | afdaling: 133,34 punten met 1.25,10 slalom: 122,61 punten met 1.35,48 run 1: 46,70 run 2: 48,78 totaal: 255,95 punten (+226,7)  |
| Magdalena Birkner (2) | reuzenslalom (v) | DNF-1     | run 1: opgave |
| Magdalena Birkner (2) | slalom (v)       | DSQ-1     | run 1: gediskwalificeerd |
| Carolina Eiras        | afdaling (v)     | 27e       | 1.37,37 (+11,51) |
| Carolina Eiras        | super g (v)      | 37e       | 1.29,87 (+10,84) |
| Carolina Eiras        | reuzenslalom (v) | 25e       | run 1: 1.07,92 run 2: 1.14,16 totaal: 2.22,08 (+15,59)                                                                          |
| Carolina Eiras        | slalom (v)       | 20e       | run 1: 57,17 run 2: 55,56 totaal: 1.52,73 (+16,04)                                                                              |
| Carolina Eiras        | combinatie (v)   | 24e       | afdaling: 130,72 punten met 1.24,93 slalom: 117,38 punten met 1.34,85 run 1: 45,79 run 2: 49,06 totaal: 248,1 punten (+218,85)  |
| Astrid Steverlynck    | afdaling (v)     | 28e       | 1.41,64 (+15,78) |
| Astrid Steverlynck    | super g (v)      | 41e       | 1.36,51 (+17,48) |
| Astrid Steverlynck    | reuzenslalom (v) | DNF-2     | run 1: 1.10,63 run 2: opgave |
| Astrid Steverlynck    | slalom (v)       | 24e       | run 1: 1.03,06 run 2: 1.01,96 totaal: 2.05,02 (+28,33)                                                                          |
| Astrid Steverlynck    | combinatie (v)   | DNF-s1    | afdaling: 1.26,89 slalom: run 1: opgave                                                                                         |
| Mariela Vallecillo    | afdaling (v)     | DNF       | opgave |
| Mariela Vallecillo    | super g (v)      | 39e       | 1.33,49 (+14,46) |
| Mariela Vallecillo    | combinatie (v)   | 26e       | afdaling: 166,52 punten met 1.27,25 slalom: 186,2 punten met 1.43,14 run 1: 50,16 run 2: 52,98 totaal: 352,72 punten (+323,47)  |

### Biatlon
| Olympiër       | Discipline | Resultaat | Prestatie                                     |
| -------------- | ---------- | --------- | --------------------------------------------- |
| Luis Argel     | 10 km (m)  | 68e       | 35.25,1 (+10.17,0) pen.: 8 (4 + 4)            |
| Luis Argel     | 20 km (m)  | 67e       | 1:23.47,6 (+27.14,3) pen.: 14 (3 + 3 + 4 + 4) |
| Alejandro Giró | 10 km (m)  | 65e       | 33.55,4 (+8.47,3) pen.: 3 (3 + 0)             |
| Alejandro Giró | 20 km (m)  | 64e       | 1:16.34,4 (+20.01,1) pen.: 5 (1 + 2 + 1 + 1)  |
| Gustavo Giró   | 10 km (m)  | 70e       | 36.38,8 (+11.30,7) pen.: 6 (3 + 3)            |
| Gustavo Giró   | 20 km (m)  | DSQ       | gediskwalificeerd                             |

### Langlaufen
| Olympiër       | Discipline            | Resultaat | Prestatie            |
| -------------- | --------------------- | --------- | -------------------- |
| Julio Moreschi | 15 km klassiek (m)    | DNF       | opgave               |
| Julio Moreschi | 30 km klassiek (m)    | 71e       | 1:41.40,3 (+17.14,0) |
| Julio Moreschi | 50 km vrije stijl (m) | 59e       | 2:28.36,5 (+24.05,6) |

### Rodelen
| Olympiër       | Discipline | Resultaat | Prestatie                                                                          |
| -------------- | ---------- | --------- | ---------------------------------------------------------------------------------- |
| Rubén González | mannen     | 33e       | run 1: 49,567 run 2: 49,628 run 3: 53,685 run 4: 48,947 totaal: 3.21,827 (+16,279) |

Amerikaanse Maagdeneilanden · Andorra · Argentinië · Australië · België · Bolivia · Bondsrepubliek Duitsland · Bulgarije · Canada · Chili · China · Chinees Taipei · Costa Rica · Cyprus · Denemarken · Duitse Democratische Republiek · Fiji · Filipijnen · Finland · Frankrijk · Griekenland · Groot-Brittannië · Guam · Guatemala · Hongarije · IJsland · India · Italië · Jamaica · Japan · Joegoslavië · Libanon · Liechtenstein · Luxemburg · Marokko · Mexico · Monaco · Mongolië · Nederland · Nederlandse Antillen · Nieuw-Zeeland · Noord-Korea · Noorwegen · Oostenrijk · Polen · Portugal · Puerto Rico · Roemenië · San Marino · Sovjet-Unie · Spanje · Tsjecho-Slowakije · Turkije · Verenigde Staten · Zuid-Korea · Zweden · Zwitserland